# American-Airlines-Flug 157
Am 28. November 1949 stürzte auf dem American-Airlines-Flug 157 (Flugnummer: AA157, Funkrufzeichen: AMERICAN 157) eine auf dem Flug von New York City nach Mexiko-Stadt befindliche Douglas DC-6 der American Airlines im Anflug auf den Zwischenlandeflughafen Love Field, Dallas, Texas ab. Bei dem Unfall kamen 28 Menschen an Bord ums Leben, es gab 18 Überlebende.

## Maschine
Bei der betroffenen Maschine handelte es sich um eine Douglas DC-6, die ihren Erstflug im Jahr 1947 absolviert hatte. Die Maschine trug die Modellseriennummer 58 und die Werknummer 42895. Sie wurde am 4. August 1947 an American Airlines ausgeliefert, wurde bei dieser mit dem Luftfahrzeugkennzeichen N90728 zugelassen und erhielt den Taufnamen Flagship South Carolina und die Flottennummer 728. Das viermotorige Langstreckenflugzeug war mit vier Sternmotoren des Typs Pratt & Whitney R-2800 ausgestattet. Bis zum Zeitpunkt des Unfalls hatte die Maschine 5.260 Betriebsstunden absolviert.

## Passagiere und Besatzung
Den Flug auf dem betroffenen Flugabschnitt hatten 41 Passagiere angetreten. Es befand sich eine fünfköpfige Besatzung an Bord der Maschine, bestehend aus dem Flugkapitän Laurens "Tommy" Claude, dem Ersten Offizier Robert Lewis, dem Flugingenieur William S. Forbes und zwei Flugbegleitern.

## Unfallhergang
Mit der Maschine wurde ein Flug von New York-LaGuardia nach Mexiko-Stadt mit Zwischenstopps in Washington und Dallas durchgeführt. Der Flug auf dem Flugabschnitt nach Washington sowie der Start zum Weiterflug verliefen ohne besondere Vorkommnisse. Um 02:54 Uhr wurde mit einem Sinkflug auf 6.000 Fuß begonnen. Als sich die Maschine Nashville näherte, kam es zu Fehlzündungen am Triebwerk Nr. 1, die sich in Intervallen von etwa 20 Sekunden ereigneten. Die Piloten versuchten, Abhilfe zu schaffen, indem sie etwa die Temperatur des Vergasers erhöhten oder das Kraftstoffgemisch anreicherten, doch die Maßnahmen hatten keinen Erfolg und die Fehlzündungen hielten an. Der Propeller des Triebwerks Nr. 1 wurde dann gegen 03:00 Uhr etwa 25 Meilen südwestlich von Nashville in die Segelstellung gebracht. 15 Meilen nordöstlich von Dallas erhielten die Piloten um 05:36 Uhr die Freigabe, eine rechtswärtige Platzrunde für den Anflug auf die Landebahn 36 des Dallas Love Field zu fliegen. Die Wetterbedingungen zum Zeitpunkt des Endanfluges waren gut. Nach dem Flug der Kurve für den Endanflug befand sich die Maschine links der Anfluggrundlinie. Die Piloten flogen daraufhin eine S-Kurve, um die Fehlausrichtung zu korrigieren. Während des Fliegens dieser S-Kurve bemerkte der Flugingenieur, dass die Treibstoffanzeige für das Triebwerk Nr. 4 (rechts außen) bei Null stand und aktivierte die Vorpumpe, um den Treibstoff zu diesem Triebwerk zu pumpen. Der Schub auf die verbliebenen drei Triebwerke wurde daraufhin erhöht. An dem Triebwerk Nr. 4 kam es daraufhin zu einem Leistungsverlust, als dieses überdrehte. Die Maschine rollte daraufhin nach links. Der Kapitän fuhr daraufhin den Schub der Triebwerke 3 (rechts innen) und 4 (rechts außen) zurück, um die linke Tragfläche mithilfe des Triebwerks Nr. 2 (links innen) hochzuziehen. Als sich die Tragfläche teilweise wieder anhob, gab der Kapitän wieder Schub auf die Triebwerke 3 und 4 und wies den Ersten Offizier an, die Auftriebshilfen und das Fahrwerk einzufahren. Der Erste Offizier fuhr zwar das Fahrwerk, nicht jedoch die Auftriebshilfen ein. Er bemerkte dann, dass der Drehzahlmesser des Triebwerks Nr. 4 lediglich 1.200 Umdrehungen pro Minute anzeigte, nahm zur Kenntnis, dass der Treibstoffdruck in diesem Triebwerk nahe null lag und brachte sofort den Propeller des Triebwerks Nr. 4 in die Segelstellung. Der Flugingenieur aktivierte die Treibstoffüberlaufventile. Die DC-6 flog nun in nordwestlicher Richtung, entlang des Flughafens auf einem Kurs von 40 Grad links von der Landebahn 36 mit nach unten ausgerichtetem Flugzeugheck. Die Fluggeschwindigkeit nahm ab und die Flugzeugnase stieg immer weiter. Es kam schließlich zu einem Strömungsabriss und die linke Tragfläche prallte gegen die Wand von Hangar Nr. 7 des Flughafens. Beide Piloten und 26 der 41 Passagiere der Maschine wurden hierbei getötet und die DC-6 völlig zerstört.

## Unfallursache
Es wurde festgestellt, dass das für Triebwerksausfälle vorgesehene Anflugverfahren durch die Piloten fehlerhaft ausgeführt wurde. So habe es der Flugkapitän nach dem Flug der Endanflugkurve versäumt, die Maschine entlang der Anfluggrundlinie auszurichten. Nachdem er dies bemerkt hatte, habe er versucht, die Ausrichtung der Maschine durch den Flug eines riskanten S-förmigen Flugmanövers in geringer Flughöhe zu korrigieren. Unter diesen Bedingungen habe es kaum Möglichkeiten gegeben, korrigierende Maßnahmen zu ergreifen, da diese zu einem Steigen des Anstellwinkels geführt und damit die Wahrscheinlichkeit eines Strömungsabrisses erhöht hätten. Die Unfallermittler machten darüber hinaus die Feststellung, dass die Besatzung nicht versucht hatte, das Gewicht des Treibstoffs auszubalancieren, nachdem das Triebwerk Nr. 1 versagt hatte. Die DC-6 sei mit vier Haupttanks ausgestattet gewesen, von denen jeweils einer ein Haupttriebwerk versorgte, während ein Netz aus Kraftstoffleitungen und -ventilen ermöglichte, Kraftstoff aus einem Tragflächentank umzuleiten, um weitere Triebwerke zu betreiben. Die Besatzung hatte den Treibstoff aus dem Tank des ausgefallenen Triebwerks nicht in die anderen Tanks umgeleitet, um das Gewicht des Flugzeugs auszugleichen, wie im Flugbetriebshandbuch empfohlen. Die Maschine war fast drei Stunden mit einem ausgefallenen Triebwerk Nr. 1 (links außen) geflogen, und das Civil Aeronautics Board kam zu dem Schluss, dass der Haupttank Nr. 1 bei der Ankunft auf Love Field etwa 635 kg mehr Benzin enthielt als die anderen drei Haupttanks. Die Ermittler führten das starke Absinken der linken Tragfläche hauptsächlich auf das übermäßige Gewicht des Treibstoffs an ihrem äußeren Ende zurück.
Der Kapitän habe während der S-Kurve das Höhenruder übermäßig stark betätigt, was zu einem in der Luftfahrt als „Schleudern“ bezeichneten Zustand geführt habe. Dieses Manöver hätte die Fluggeschwindigkeit des Flugzeugs verringert und laut den Feststellungen des CAB dazu geführt, dass der Treibstoff im Haupttank Nr. 4 vom Treibstoffauslass wegschwappte, wodurch der Treibstoffdruck des Triebwerks sank.
Die Vollgasabgabe des Kapitäns an beiden rechten Triebwerken führte dazu, dass das Flugzeug aufgrund des relativ geringen Schubs des einzigen funktionierenden linken Triebwerks weiter nach links abdriftete. Dies verschlimmerte seinen Verlust der Richtungskontrolle.
Der Erste Offizier missachtete die Anweisung des Kapitäns, die Landeklappen auszufahren und informierte den Kapitän nicht. Der Erste Offizier interpretierte den Kraftstoffdruckabfall des vierten Triebwerks fälschlicherweise als Anzeichen eines bevorstehenden Triebwerksausfalls und stellte den Propeller in Segelstellung. Das Civil Aeronautics Board sprach Lewis jedoch teilweise von dieser Handlung frei und kam zu dem Schluss, dass sich das Flugzeug zu diesem Zeitpunkt so nahe am Boden befand, dass sein Fehler wahrscheinlich wenig Einfluss auf den endgültigen Ausgang hatte.
Letztlich kamen die Ermittler des Civil Aeronautics Board zu dem Schluss, dass ein übermäßiger Einsatz des Kapitäns des Höhenruders zum Strömungsabriss am Flugzeug geführt habe.
Das CAB kam zu dem Schluss, dass der Unfall hätte vermieden werden können, wenn die Besatzung das Flugzeug beim ersten Auftreten der Fehlausrichtung gerade und waagerecht gehalten und die Auftriebshilfen hochgefahren hätte, auf eine sichere Höhe gestiegen und einen Platzrunde um den Flughafen geflogen wäre und einen weiteren Landeversuch unternommen hätte. Das CAB kam zu dem Schluss, dass trotz des unvorsichtigen Anflugs keine Faktoren vorlagen, die die Besatzung zu einer sofortigen Landung gezwungen hätten, wie etwa sich rapide verschlechternde Wetterbedingungen oder Treibstoffmangel.